# Propagurus
Propagurus is een geslacht van kreeftachtigen uit de klasse van de Malacostraca (hogere kreeftachtigen).

## Soorten
- Propagurus deprofundis (Stebbing, 1924)
- Propagurus gaudichaudii (H. Milne Edwards, 1836)
- Propagurus haigae (McLaughlin, 1997)
- Propagurus miyakei (Baba, 1986)
- Propagurus obtusifrons (Ortmann, 1892)